# Frentar
Frentar (njem. frentar) – obrtnički pomoćnik na putovanju u svrhu usavršavanja, što je u prošlosti bila obveza za polaganje majstorskog ispita. Svaki šegrt koji završi svoj nauk kod majstora tradicionalno je trebao određeno vrijeme (najčešće tri godine i jedan dan) provesti putujući i radeći kod različitih majstora u drugim gradovima, ne bliže od pedeset kilometara od vlastite kuće.

## Povijest
Praksa je bila rasprostranjena kako širem Europe tako i u Austro-Ugarskoj, a samim time i u Hrvatskoj te se zadržala sve do početka dvadesetog stoljeća. Nakon što je gotovo ugasla sredinom prošlog stoljeća ponovno je uvode njemački cehovi početkom 1980.-tih godina, prvo tesari, a zatim i neki drugi cehovi.